# Tribalus rougemonti
Tribalus rougemonti är en skalbaggsart som beskrevs av Yves Gomy 2004. Tribalus rougemonti ingår i släktet Tribalus och familjen stumpbaggar. Inga underarter finns listade i Catalogue of Life.